# 李义琰
李義琰（？—688年），魏州昌乐县（今河南省濮阳市南乐县）人，祖籍陇西郡狄道县（今甘肃省定西市临洮县），唐高宗宰相，身长八尺，魁梧俊秀，博学有识。爵封酒泉县公。

## 生平

### 早期经历
李义琰出自陇西李氏定著四房之一的姑臧房，是常州刺史李玄道族孙，唐朝癭陶县县令李玄德之子。先祖从陇西迁徙道崤山以东。李义琰少年时即中进士，补太原尉，在名将并州都督李勣帐下效力。由于李勣功勋卓著，他的其他部将害怕他，不敢和他争论，但李义琰不怕，当廷与李勣争辩，并得到了李勣的尊敬。

### 唐高宗年间
李义琰曾出使高丽，高丽王据榻召见，李义琰不拜，说：“我是天子使者，可以当小国之君，奈何傲慢地见我？”高丽王词穷，为之加礼。后来李义琰的从祖弟监察御史李义琛出使，高丽王也坐着召之，李义琛匍匐拜伏。时人由是看出他们兄弟的优劣。
唐高宗麟德年间（664年 - 665年），李义琰任白水令，被认为是能吏，后被提拔为司刑员外郎，再任中書侍郎。上元二年（675年）三月，高宗为慢性病（可能是高血压）所苦，想让强势的武皇后（即后来的武则天）摄政，宰相郝处俊坚决反对，李义琰也说：“郝处俊之言至忠，陛下宜听之。”最终高宗放弃了这一想法。李义琰身长八尺，博学多识，高宗每有顾问，言皆切直。
上元三年（676年）四月，李义琰被授同中書門下三品，为实质宰相。仪凤二年（677年）三月，他又兼太子右庶子，辅佐太子李贤。仪凤年间，官号复旧，又敕李义琰与左仆射刘仁轨、右仆射戴至德、侍中张文瓘、中书令李敬玄、右庶子郝处俊、黄门侍郎来恒、左庶子高智周、吏部侍郎裴行俭、马载、兵部侍郎萧德昭、裴炎、工部侍郎李义琛、刑部侍郎张楚、金部郎中卢律师等，删缉格式，于仪凤二年二月九日撰定奏上，即《永徽留本司格后》。永隆元年（680年）八月，李贤得罪武后，被控谋反并被废黜，他的同党宰相張大安也被贬官，但高宗赦免了其余的太子属官，改让他们辅佐新太子李哲。宰相薛元超等都为此手舞足蹈，但李义琰却不以为然，反而自责失职导致李贤倒台并哭泣，人们因此赞扬他。
李义琰家没有中卧室，弟弟岐州司功參軍李义琎得知后就买了木材给他。后来李义琎来到京城，发现哥哥并未用他送的木头造卧室，于是向哥哥问究竟。李义琰说：“我自认为做宰相不够资格，如果我再造一间华美的卧室，会带来灾祸的，这哪里是爱我呢？”李义琎说：“当了县丞廷尉级小官的人尚且想建新房，哥哥你如今荣耀而有权，为什么要住在小屋里，让下属们蒙羞呢？”李义琰答：“不是这样的。很难把所有的事情都做到完美，好运也不会再来。我现在是荣耀的官员，如果扩建府邸，除非我的品德已经完美了，否则便会自招灾祸。我不是不想要一间新卧室，是怕带来灾祸啊。”最后他一直没建新卧室，一次雨后，这些木材都腐烂了，李义琰将其丢弃。
永淳年间，李义琰为中书侍郎。弘道元年（683年）三月，李义琰改葬父母，让舅舅迁旧墓。唐高宗闻讯，大怒：“李义琰只因荣耀了，就欺凌舅舅，这种人不能用来秉政！”李义琰闻知，感到不安，自称有足疾，请求退隐，高宗批准了，并授以銀青光祿大夫荣衔致仕。李义琰即将在东都洛阳附近退隐，很多官员在城门外设宴为他饯行，时人称场面堪比当年汉朝疏廣、疏受叔侄的欢送会。

### 武后摄政时期
同年，唐高宗驾崩，武后以太后身份为唐中宗（即李哲）摄政，嗣圣元年（684年）又因中宗不顺从而将其废黜，改立另一亲子唐睿宗。睿宗垂拱年间（685年 - 689年），朝廷想复起李义琰任懷州刺史。但李义琰自知先前曾阻止武后摄政，已得罪武后，没有应召。垂拱四年（688年），李义琰在家中去世。
唐德宗年间，李义琰得以续图凌烟阁。

## 评价
- 《旧唐书》
  - 史臣论曰：义琰腐材而不营第舍，可谓有俭德矣。
  - 赞曰：二李（李敬玄、李义琰）、二乐（乐彦玮、乐思晦），俱号公清。权臣独抗，美第不营。以兹辅弼，无愧德声。[1]

## 家族

### 子女
- 李超，雍州录事参军
- 李氏，嫁唐朝太子左庶子、清河公崔道猷

### 孙子
- 李询甫，李超长子，尚书郎
- 李询仲，李超第四子，魏县县令

## 延伸阅读
[在维基数据编辑]
 《舊唐書/卷81》，出自刘昫《舊唐書》
 《新唐書·卷105》，出自《新唐書》